# 舒体

舒体

舒体又名舒同体，是中国大陆著名书法家舒同所创的汉字书体。沈嘉禄这样评价舒体：
|  | 舒体浑圆有力，外柔内刚，宽博端庄，雍容大方，以其特有风格，体现革命风云、将军气度，深为人们珍爱。 |

经过标准化的舒体，已由方正、文鼎等各大计算机字库收录，并用于印刷。

## 应用
- 上海站
- 老苏州站
- 昆山站站台
- 老宣城站
- 黄鹤楼